# Pop Media Prijs
De Pop Media Prijs (vóór 2007 de Pop Pers Prijs) is een prijs ter stimulering van de Nederlandse popjournalistiek. Sinds 1994 wordt de Pop Media Prijs elk jaar in januari uitgereikt tijdens Eurosonic Noorderslag (The European Music Conference and Showcase Festival) in de stad Groningen. De Pop Media Prijs wordt uitgereikt voor het gehele oeuvre van een popjournalist, waarbij vooral de prestaties in het afgelopen jaar worden meegewogen. Aan de prijs is een bedrag verbonden van 3.000 euro. De Pop Media Prijs werd uitgereikt door Muziek Centrum Nederland. Na sluiting van het MCN in 2013 werd de prijs overgenomen door Hogeschool Inholland en later door ESNS en SENA.

## Winnaars
- 2024 - Linda Hakeboom & Rolf Hartogensis
- 2023 - Justin Verkijk
- 2022 - Veronica van Hoogdalem
- 2021 - Timo Pisart
- 2020 - Beste Zangers
- 2019 - Rob Stenders
- 2018 - Fernando Halman
- 2017 - Roosmarijn Reijmer
- 2016 - Rotjoch
- 2015 - Rutger Geerling
- 2014 - Atze de Vrieze
- 2013 - twee boekprojecten Mary Go Wild (onder redactie van Arne van Terphoven, Gert van Veen, Britta Moller en Alex Slagter) en Dutch Dance (geschreven door Mark van Bergen, Xander uitgevers).
- 2012 - Saul van Stapele
- 2011 - DWDD Recordings
- 2010 - Eric Corton
- 2009 - Sander Donkers
- 2008 - Jan van der Plas
- 2007 - Leo Blokhuis
- 2006 - John Schoorl
- 2005 - Leon Verdonschot
- 2004 - Lex van Rossen
- 2003 - Hester Carvalho
- 2002 - 3voor12
- 2001 - Gijsbert Kamer
- 2000 - Anton Corbijn
- 1999 - Herman van der Horst
- 1998 - Tom Engelshoven
- 1997 - Martin Bril
- 1996 - David Kleijwegt
- 1995 - Jip Golsteijn
- 1994 - Bert van de Kamp